# Hudson Wasp
Hudson Wasp – samochód osobowy klasy średniej (pełnowymiarowej) produkowany pod amerykańską marką Hudson w latach 1952–1956, w ramach dwóch generacji. Pierwsza generacja produkowana była od 1952 roku przez Hudson Motor Car Company, a druga od 1955 roku przez koncern American Motors, bazując na samochodzie Nash Statesman. Wyprodukowano ogółem 62,5 tysiąca sztuk.

## Pierwsza generacja

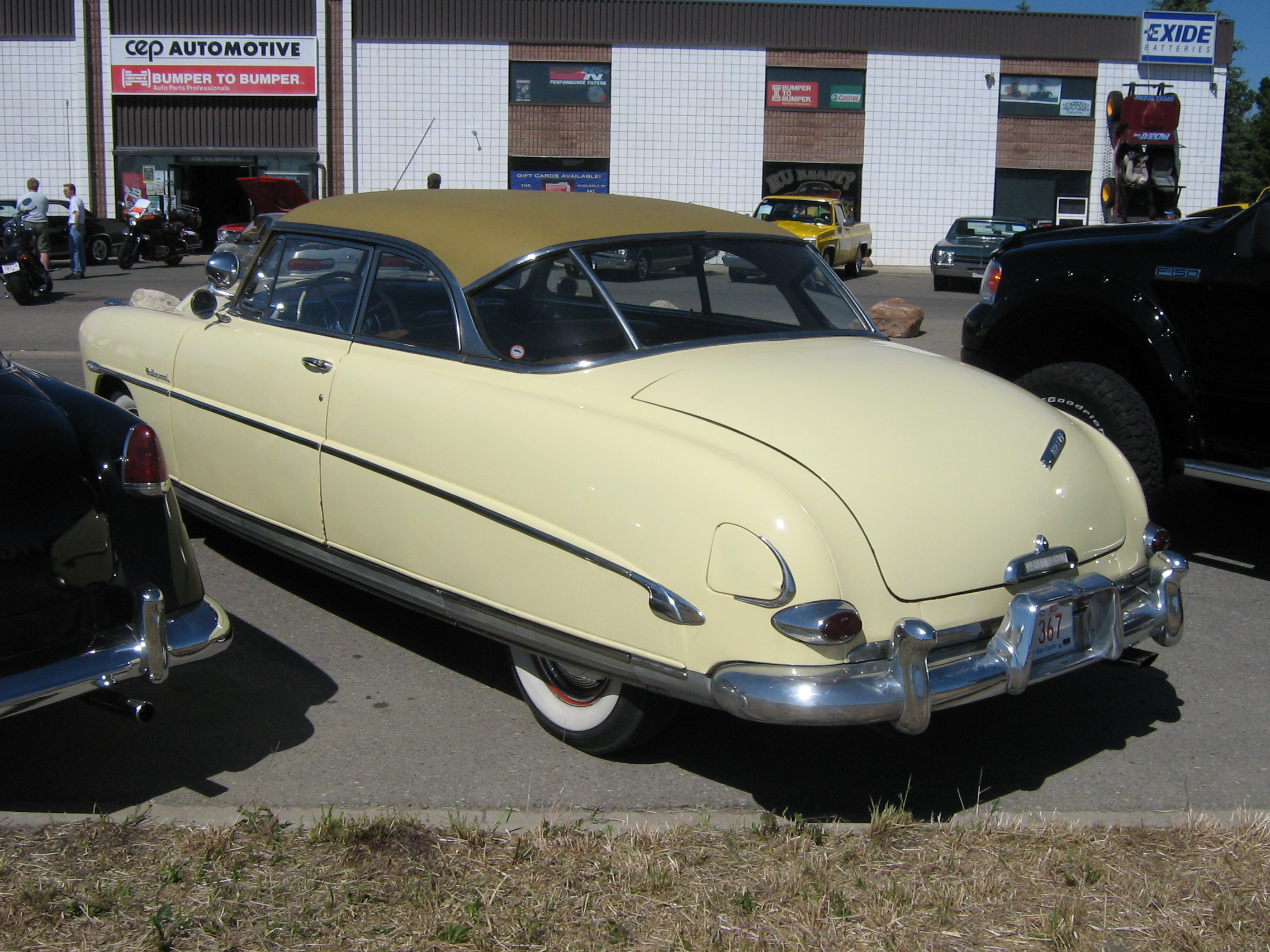
Hudson Super Wasp Hollywood hardtop z 1953 - tył

### Model 1952
Hudson Wasp został zaprezentowany po raz pierwszy z nową gamą marki Hudson w styczniu 1952 roku, jako mniejszy odpowiednik wprowadzonego rok wcześniej sztandarowego modelu Hornet. Zastąpił on w gamie marki większy model Super Six, zajmując jego pozycję pomiędzy najtańszym modelem Pacemaker a droższym Commodore. Dzięki skróceniu rozstawu osi ze 124 do 119 cali (302 cm), Wasp był lżejszy od poprzednika i miał lepsze osiągi. Jego związek z udanym modelem Hornet podkreślała nazwa (wasp – osa, hornet – szerszeń). Wasp bazował na wspólnej konstrukcji nadwozia samochodów Hudsona, nazwanego Step-down, które zadebiutowało w modelach Super i Commodore z 1948 roku, będąc wówczas bardzo nowoczesne, z gładkimi bokami, bez wystających błotników. Zastosowano w nim rodzaj samonośnej konstrukcji z integralną ramą, pozwalającą na umieszczenie podłogi poniżej podłużnic ramy, co sprawiało, że samochody Hudsona były niższe od konkurencji stosującej tradycyjne ramy i lepiej się prowadziły, przy zachowaniu obszernego wnętrza. Elementy nośne ramy otaczały przedział pasażerski, a także znajdowały się na zewnątrz tylnych kół, usztywniając konstrukcję.
Pas przedni zdobiła duża, chromowana półeliptyczna atrapa chłodnicy z mniejszą półeliptyczną belką wewnątrz i charakterystycznymi poprzeczkami pośrodku w formie trójkąta, tworzącego literę A, z medalionem Hudsona na szczycie, będąca wariacją atrapy wprowadzonej w poprzednim roku. Maska silnika miała charakterystyczne dla tego okresu wybrzuszenie, a po jej bokach na przedłużeniu błotników znajdowały się szeroko rozstawione okrągłe reflektory. Dzielona szyba przednia była silnie pochylona. Ozdoby boczne stanowiła listwa zaczynająca się emblematem z nazwą modelu nad przednimi kołami, która opadała łagodnie w kierunku tyłu, podkreślając przetłoczenie paneli nadwozia.
Napęd stanowił dolnozaworowy rzędowy silnik sześciocylindrowy (R6) o pojemności 4,3 l (262 cale sześcienne), który przy stopniu sprężania 6,7:1 rozwijał moc 127 KM (brutto). Był on wzmocniony o 4 KM w stosunku do jednostki znanej już z poprzedniego roku i używany był też do napędu modelu Commodore. Opcjonalnie dostępny był silnik z aluminiową głowicą ze stopniem sprężania 7,2:1, zapewniający lepsze osiągi. Standardowo stosowana była trzybiegowa manualna skrzynia biegów, opcjonalnie był dostępny nadbieg (overdrive) lub czterobiegowa automatyczna skrzynia biegów Hydra-Matic produkcji koncernu General Motors (176 dolarów). Opony miały rozmiar 7,1 × 15, a w kabriolecie 7,6 × 15. W wyposażeniu dodatkowym było radio i elektryczny zegar, a tylko kabriolet miał opcjonalnie elektrycznie podnoszone szyby (dach był standardowo podnoszony elektrycznie).

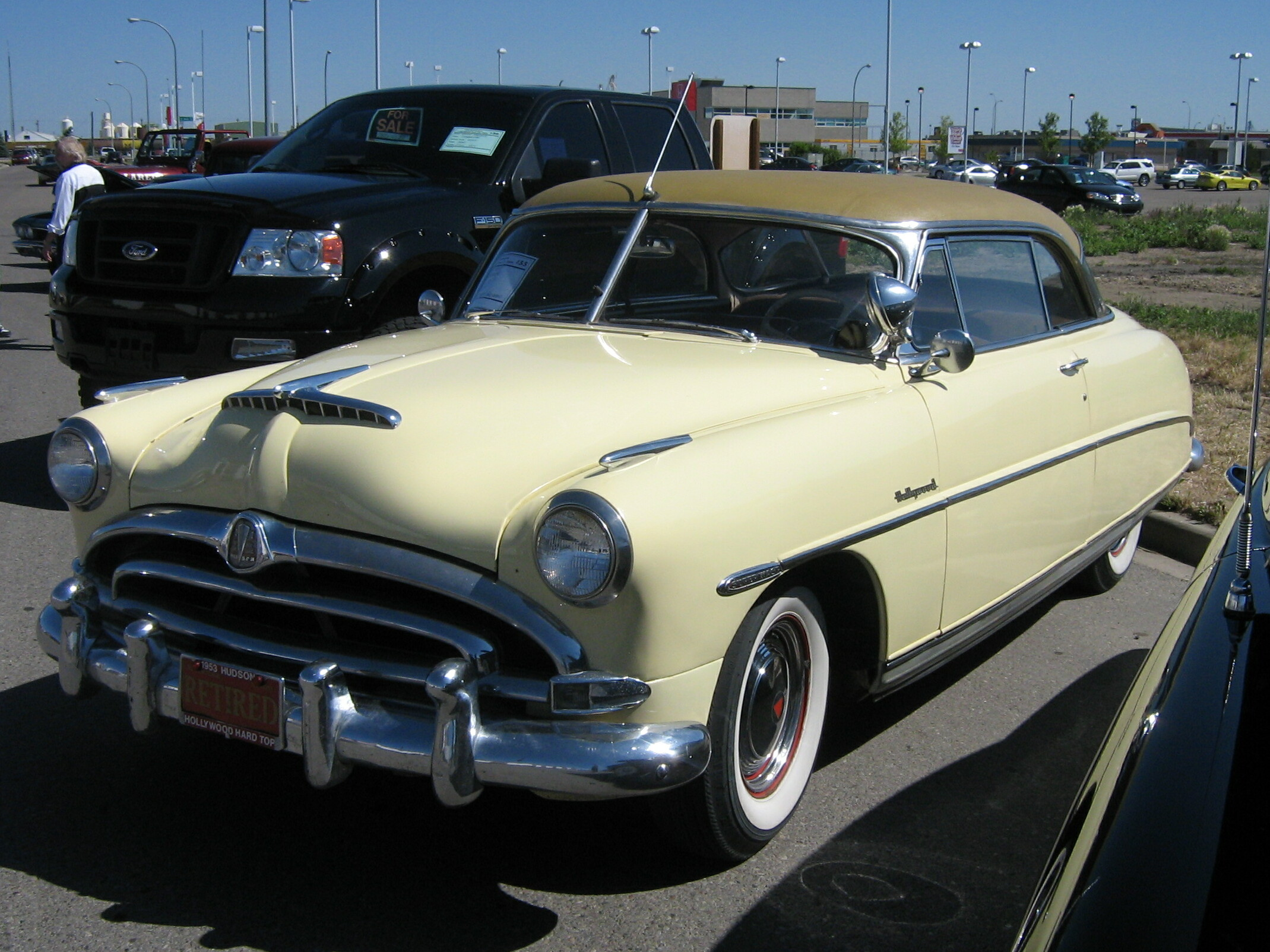
Hudson Super Wasp Hollywood hardtop z 1953

Wersje nadwoziowe obejmowały czterodrzwiowy sedan i modele dwudrzwiowe: sedan Brougham, coupé (Club Coupe), hardtop o dodatkowej nazwie Hollywood i kabriolet (Brougham Convertible); wszystkie sześciomiejscowe. Sedan czterodrzwiowy i dwudrzwiowy Brougham miały nadwozie w stylu fastback, a coupe w stylu notchback. Ceny bazowe samochodów wynosiły w pierwszym roku od 2413 dolarów za Brougham i 2466 dolarów za sedan oraz Club coupe do 3048 dolarów za kabriolet. Model okazał się dosyć popularny i wyprodukowano ich w 1952 roku modelowym 23 418, co stanowiło prawie 1/3 produkcji Hudsona. Wasp należał do średniej półki cenowej, konkurując z samochodami takimi, jak Chrysler Windsor, Oldsmobile Super 88 i DeSoto Custom.

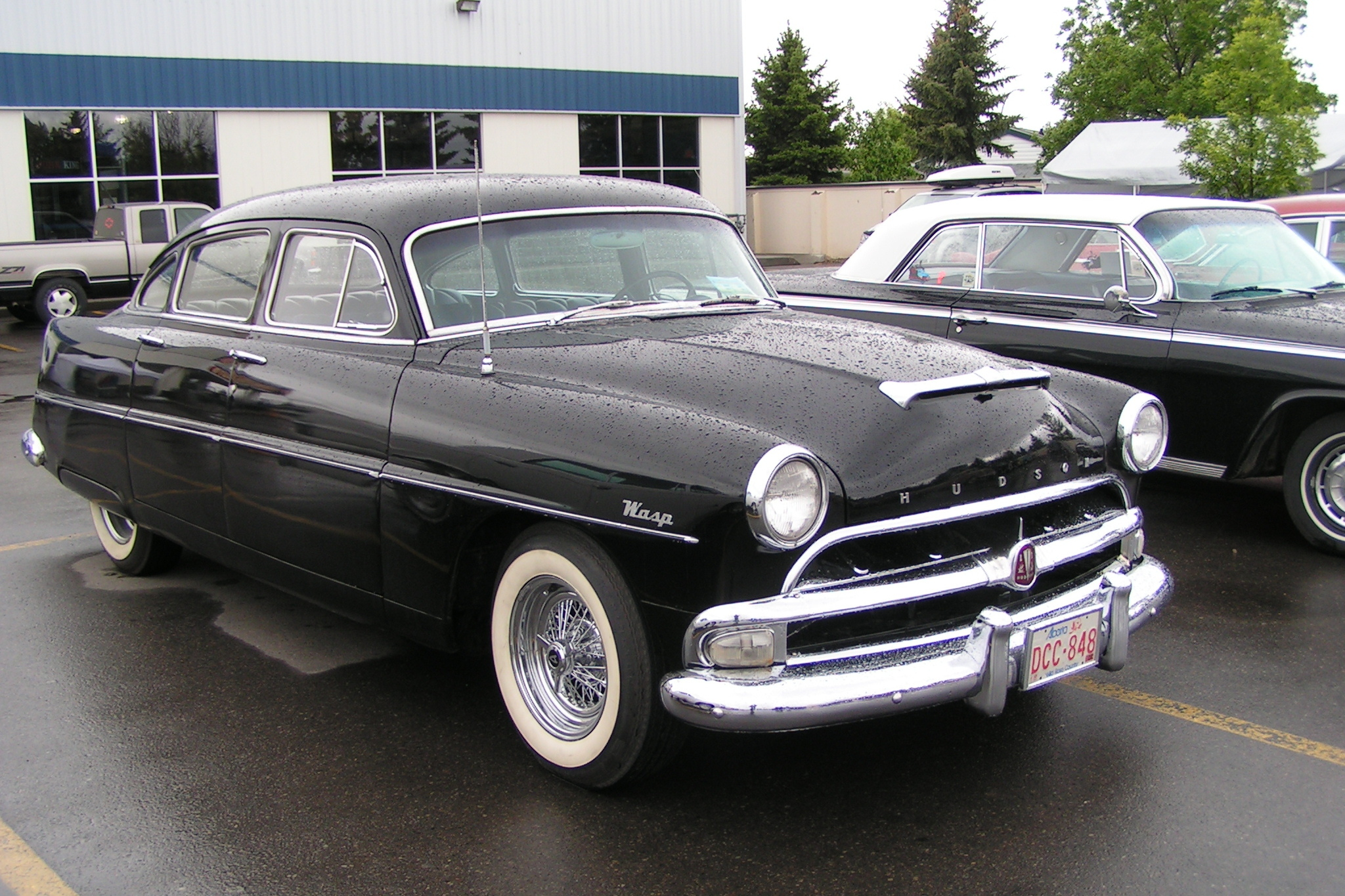
Hudson Wasp sedan z 1954

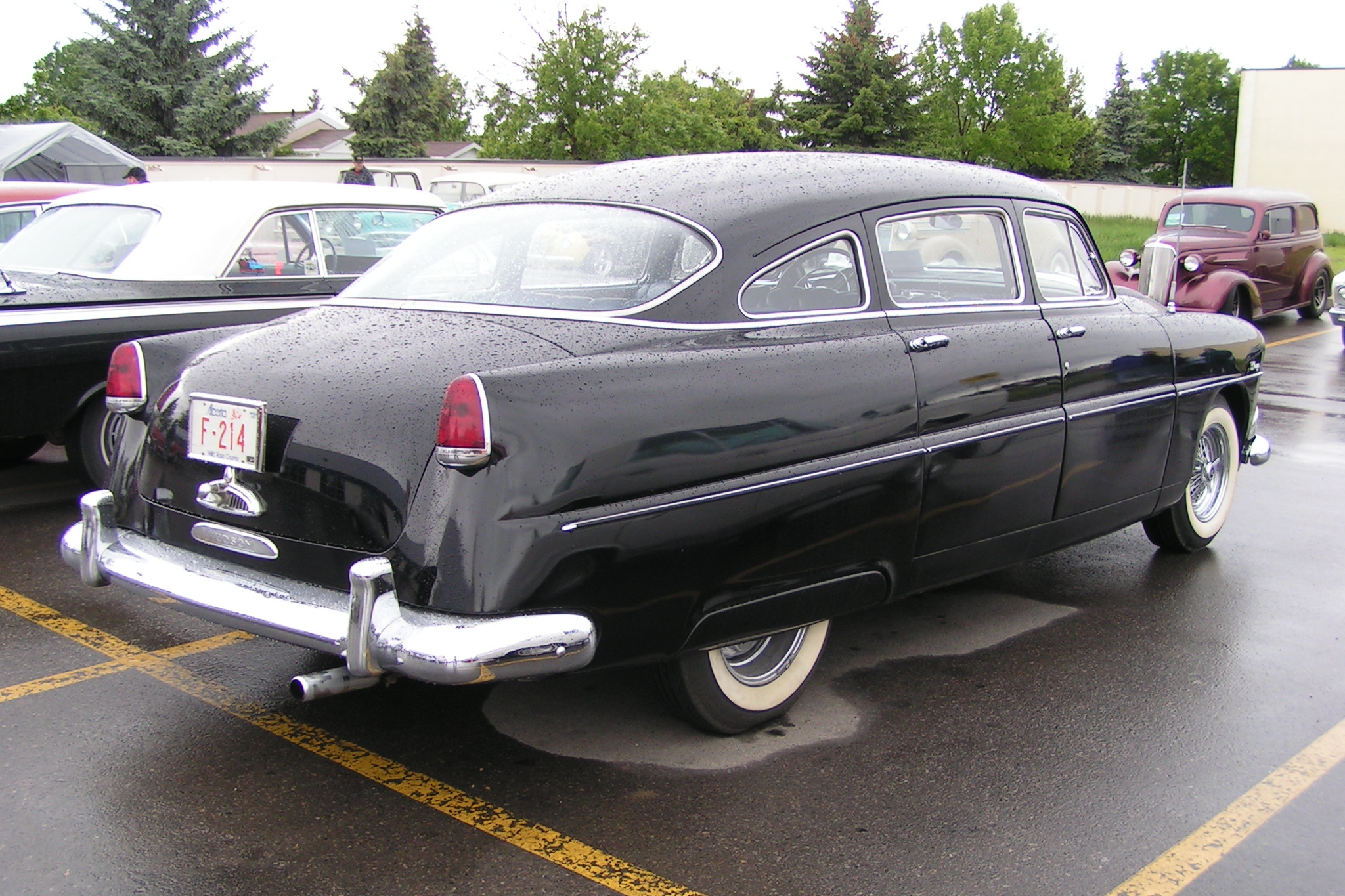
Hudson Wasp sedan z 1954 - tył

### Model 1953
Na 1953 rok modelowy, w listopadzie 1952 roku wprowadzono dwie wersje wyposażenia: Wasp i Super Wasp. Lepiej wykończony Super Wasp pozostał na dawnym miejscu w gamie marki, a podstawowy Wasp zastąpił wycofany tańszy model Pacemaker, będąc dostępny jako dwu- lub czterodrzwiowy sedan i dwudrzwiowe coupe (Club Coupe). Samochód został poddany niewielkiemu liftingowi, przede wszystkim usunięto centralne poprzeczki w formie odwróconej litery V z atrapy chłodnicy. Tylko odmiana Super Wasp miała listwy boczne i ozdobny fałszywy chromowany chwyt powietrza na masce. Ceny bazowe pozostały takie same, przy czym podstawowy Wasp kosztował tyle, co poprzednio Pacemaker (2264 dolarów za dwudrzwiowy sedan i 2311 dolarów za pozostałe). Wyprodukowano 17 792 Waspów tego rocznika. W tym roku z gamy Hudsona wycofano modele Pacemaker i Commodore, natomiast pojawił się nowy najtańszy model Jet.

### Model 1954
W październiku 1953 roku Wasp został przestylizowany na 1954 rok modelowy, razem z innymi modelami marki, prezentując całkiem nowe oblachowanie i atrapę chłodnicy, chociaż bazujące na dotychczasowej konstrukcji nadwozia. Błotniki tylne wydłużono zgodnie z nową modą, tworząc niewielkie płetwy z pionowymi lampami na końcu. Zlikwidowano wzdłużne przetłoczenie na gładkich bokach nadwozia, pozostawiając prostą ozdobną listwę ze stali nierdzewnej we wszystkich wersjach. Szyba przednia była od tego roku jednoczęściowa. Atrapa chłodnicy otrzymała prostą trapezową formę, z poziomą belką, w stylu wprowadzonym w poprzednim roku w kompaktowym modelu Jet. Obie wersje wykończenia miały teraz ozdobę na masce w formie chwytu powietrza.
Podstawowa wersja Wasp otrzymała mniejszy dolnozaworowy rzędowy silnik sześciocylindrowy R6 o pojemności 3,8 l (232 cale³), lecz rozwijający praktycznie taką samą moc 126 KM, przy stopniu sprężania 7:1. Super Wasp miał dotychczasowy silnik R6 o pojemności 4,3 l (262 cale³), lecz wzmocniony do 140 KM, przy stopniu sprężania 7:1. Skrzynie biegów nie uległy zmianie, natomiast w wyposażeniu opcjonalnym pojawiło się wspomaganie układu kierowniczego i hamulców.
Odmiany nadwoziowe pozostały takie same. Ceny bazowe uległy obniżeniu, wynosząc od 2209 dolarów za dwudrzwiowy sedan Wasp, przez 2466 dolarów za czterodrzwiowy sedan Super Wasp, do 3004 dolarów za kabriolet Super Wasp. Wyprodukowano 11 603 Waspy z 1954 roku.
1 maja 1954 roku firma Hudson połączyła się z Nash, tworząc koncern American Motors (AMC), i z powodów oszczędnościowych w październiku 1954 roku zaprzestano produkcji samochodów konstrukcji Hudsona w fabryce w Detroit.

### Dane techniczne (R6 4.3)
- R6 4,3 l (4293 cm³), 2 zawory na cylinder, SV[9]
- Układ zasilania: gaźnik
- Średnica cylindra × skok tłoka: 90,5 mm × 111,1 mm[9]
- Stopień sprężania: 7,0:1[9]
- Moc maksymalna: 140 KM[b] (142 PS, 104 kW) przy 4000 obr./min[9]
- Maksymalny moment obrotowy: 349 N•m przy 1800 obr./min[9]

## Druga generacja

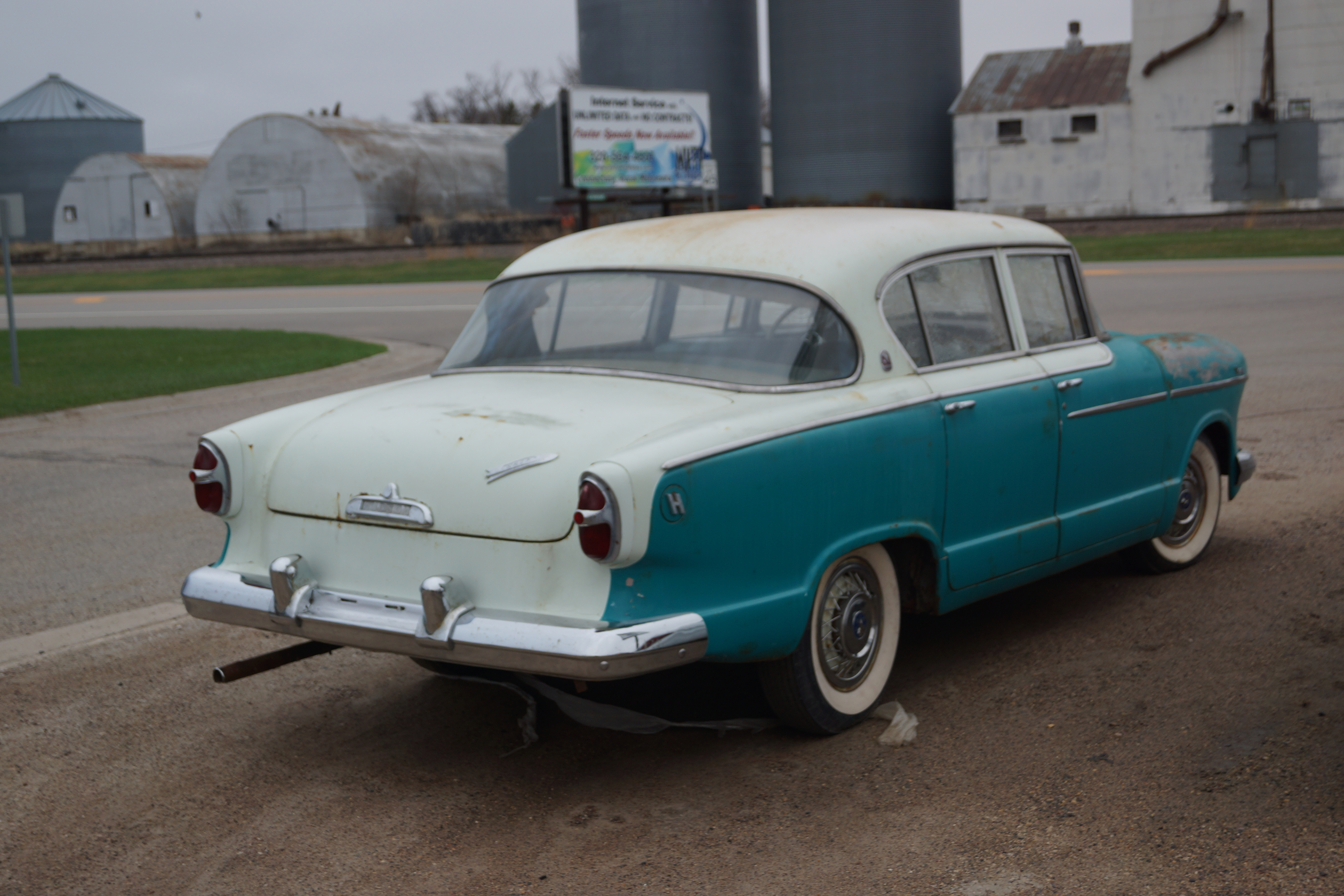
Hudson Wasp sedan z 1955 - tył

### Model 1955
Hudson Wasp II został zaprezentowany po raz pierwszy w lutym 1955 roku.
Druga generacja modelu Wasp, wraz z pokrewną konstrukcją Hornet, powstała już w ramach powstałego rok wcześniej koncernu American Motors. Produkowana była w dawnej fabryce Nash w Kenosha, a pierwszy samochód zszedł z linii 28 grudnia 1954 roku. Oparta była na konstrukcji samochodu Nash Statesman, wywodzącej się oryginalnie z 1952 roku, lecz zmodernizowanej. Stylistyka nadwozia, szczególnie pasa przedniego, była zupełnie różna od poprzednich Hudsonów, lecz także zdecydowanie odróżniała się od bliźniaczego Statesmana. W odróżnieniu od modelu Nasha, stylistyka była bardziej klasyczna, z szeroko rozstawionymi reflektorami na przedłużeniu błotników i odkrytymi nadkolami. Charakterystyczna była duża wypukła atrapa chłodnicy w formie chromowanej kraty, z medalionem firmowym pośrodku jej górnej obwódki. Sedan miał już klasyczny profil bagażnika, a nie fastback jak poprzednio. Typowy dla modeli Nasha był gruby, nachylony do tyłu słupek C nadwozia, natomiast w odróżnieniu od nich Wasp otrzymał jednoczęściową, silnie zagiętą na boki szybę tylną, w miejsce trzyczęściowej. Również szyba przednia była silnie wygięta na boki, zgodnie z modą. Rozstaw osi był obecnie nieco mniejszy: 290 cm (114¼ cala). Cechą wspólną z poprzednią generacją Waspa było jedynie samonośne nadwozie, a także obszerne wnętrze – samochody Hudson i Nash miały najszersze wnętrza z przodu i najwyższe kabiny spośród wszystkich samochodów produkcji amerykańskiej w tym roku.
Napęd stanowił dolnozaworowy rzędowy silnik sześciocylindrowy (R6) o pojemności 3,3 l (202 cale³) i mocy 115 KM (stopień sprężania 7,5:1), a za dopłatą o mocy 130 KM, z pakietem gaźników Twin-H (stopień sprężania 8:1). Silnik ten w poprzednim roku w słabszej wersji był używany w kompaktowym modelu Hudson Jet. Stosowano trzybiegową manualną skrzynię biegów, opcjonalnie z nadbiegiem lub skrzynię automatyczną Hydra-Matic. Opony miały rozmiar 6,7 × 15. W wyposażeniu dodatkowym, oprócz wspomagania układu kierowniczego i hamulców, pojawiły się elektrycznie podnoszone szyby, siedzenia rozkładane do równego miejsca do spania oraz klimatyzacja (395 dolarów).
Wasp dostępny był obecnie już tylko jako czterodrzwiowy sedan (w odmianach Super i Custom) oraz dwudrzwiowy hardtop (Custom Hollywood). Wersja Custom, oprócz lepszego wykończenia wnętrza i zegara elektrycznego w standardzie, miała koło zapasowe w stylu Continental, co zwiększało długość samochodu o 25 cm. Ceny bazowe minimalnie spadły, wynosząc 2290 dolarów za sedan Super, 2460 za sedan Custom i 2570 dolarów za hardtop. Wyprodukowano tylko 7191 Waspów 1955 rocznika. Konkurencją były obecnie takie samochody jak Buick Special, Mercury Monterey, Pontiac Star Chief, Dodge Royal. Warto zaznaczyć, że samochody Hudsona powstałe na skutek zaadaptowania konstrukcji Nash znane są także pod potocznym określeniem „Hash”.

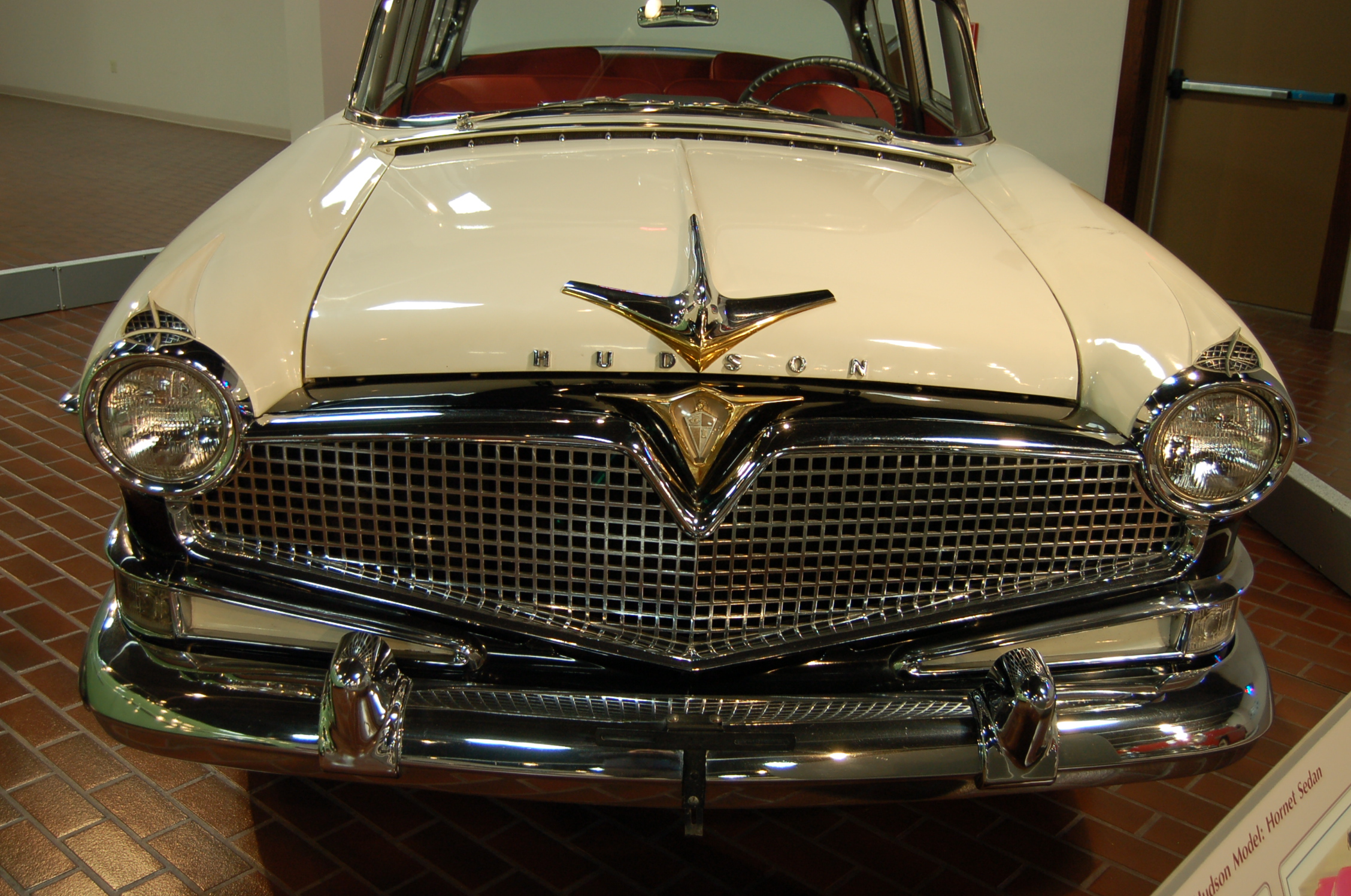
Stylistyka V-line z 1956 roku na przykładzie większego Hudsona Horneta – taki sam pas przedni miał Wasp

### Model 1956
W listopadzie 1955 roku, na 1956 rok modelowy Hudson Wasp drugiej generacji otrzymał całkowicie przestylizowany pas przedni. Za nową stylistykę, nazwaną V-line Styling, odpowiadał projektant Richard Arbib, który zainspirował się trójkątnym znakiem firmowym Hudsona. Dolne chromowane obramowanie atrapy chłodnicy miało formę rozchylonej szeroko litery V, a w górnym obramowaniu było mniejsze wycięcie w formie litery V, nadające mu formę kojarzącą się z ptasim dziobem. Wewnątrz górnego wycięcia był trójkątny znak Hudsona, a nad nim ozdoba maski podobnego kształtu. Sama atrapa wykonana była w formie drobnej kraty. Także światła postojowe, umieszczone pod brzegami atrapy, miały obramowania w formie wydłużonych leżących liter V. Boczna listwa ozdobna również tworzyła kształt V na tylnych drzwiach. Na przedłużeniu górnej krawędzi tylnych błotników były niewielkie chromowane płetwy, na końcu których były pionowe lampy. Ozdoby w formie litery V były także na klapie bagażnika i we wnętrzu. Ogólnie osiągnięty efekt stylistyczny był kontrowersyjny i wielu ocenia go jako znaczne pogorszenie wyglądu samochodu
W tym roku jedynym modelem, który pozostał w produkcji, był czterodrzwiowy sedan Wasp Super, gdyż odpowiednikiem modelu Wasp Custom stał się nowo wprowadzony Hornet Special, stanowiący w istocie nadwozie modelu Wasp, z takim samym rozstawem osi, połączone z ozdobami większego Horneta i nowym silnikiem. Silnik modelu Wasp Super pozostał taki sam – sześciocylindrowy 308ci, jedynie moc nieznacznie wzrosła do 120 KM. Cena bazowa samochodu nieco wzrosła, wynosząc 2420 dolarów.
Nowa kontrowersyjna stylistyka nie spełniła pokładanych w niej nadziei, i – w połączeniu z przesunięciem w gamie modeli, wyprodukowano prawie o 2/3 mniej Waspów – 2519, a jeszcze mniej Hornetów Special zastępujących model Wasp Custom (1757). Z końcem roku zaprzestano produkcji modelu Wasp, natomiast marka Hudson przetrwała jeszcze tylko rok.